# Tamopsis nanutarrae
Espèce
Tamopsis nanutarrae est une espèce d'araignées aranéomorphes de la famille des Hersiliidae.

## Distribution
Cette espèce est endémique de l'Ouest du Pilbara en Australie-Occidentale,.

## Description
Le mâle mesure 3,05 mm.

## Étymologie
Son nom d'espèce lui a été donné en référence au lieu de sa découverte, Nanutarra.

## Publication originale
- Baehr & Baehr, 1989 : Three new species of genus Tamopsis Baehr & Baehr from Western Australia (Arachnida, Araneae, Hersiliidae). Second supplement to the revision of the Australian Hersiliidae. Records of the Western Australian Museum, vol. 14, no 3, p. 309-320 (texte intégral).